# Cabeza de Mujer
Cabeza de Mujer é um óleo sobre tela do pintor espanhol Pablo Picasso. Foi pintado em 1939 e mede 56 cm por 40 cm.
Estava na Galeria Nacional de Atenas, mas foi roubada em 9 de janeiro de 2012. A obra foi uma doação de Picasso para homenagear a resistência grega durante a Segunda Guerra Mundial.